# Rhythm of my Heart
Rhythm of my Heart (aldus gespeld op de hoes) is een met platina beloond cd en MC album van BZN. Op dit album is de top 10-hit Che Sarà te vinden. Rhythm of my Heart zelf behaalde in de Album top 100 de 3e plek, en stond daar 18 weken in. Het was in de eerste week van oktober ook het album van de week. Het album werd uitgebracht in Nederland, Zuid-Afrika en Zimbabwe.
Dit album werd gepromoot door een BZN-special, opgenomen langs de Rijn in Duitsland. Zangeres Carola Smit was op dat moment zwanger.

## Tracklist
1. Che Sarà [J. Veerman/J. Keizer/J. Tuijp]
2. Gimme, gimme happiness [J. Veerman/J. Keizer/J. Tuijp]
3. Hilee Hilay [D. Plat/J. Veerman/J. Keizer/J. Tuijp]
4. Gypsy [J. Veerman/J. Keizer/J. Tuijp]
5. Time machine [J. Veerman/J. Keizer/J. Tuijp]
6. That old song [J. Veerman/J. Keizer/J. Tuijp]
7. The one for you [J. Veerman/J. Keizer/J. Tuijp]
8. Game of love [D. Plat/J. Veerman/J. Keizer/J. Tuijp]
9. Don't forget me [J. Veerman/J. Keizer/J. Tuijp/D. v.d. Horst]
10. Rhythm of my heart [J. Veerman/J. Keizer/J. Tuijp/D. v.d. Horst]
11. Au revoir - Auf Wiedersehen [J. Veerman/J. Keizer/J. Tuijp]